# Wanna Be a Baller
Wanna Be a Baller è un singolo del 1998 di Lil' Troy, estratto come singolo dal suo primo album Sittin' Fat Down South. Il singolo raggiunse la settantesima posizione della classifica statunitense Billboard Hot 100.